# Plebejus caeruleus
Plebejus caeruleus är en fjärilsart som beskrevs av Tutt 1909. Plebejus caeruleus ingår i släktet Plebejus och familjen juvelvingar. Inga underarter finns listade i Catalogue of Life.